# Steirastoma acutipenne
Steirastoma acutipenne là một loài bọ cánh cứng trong họ Cerambycidae.